# Kaiserreich China (1915–1916)

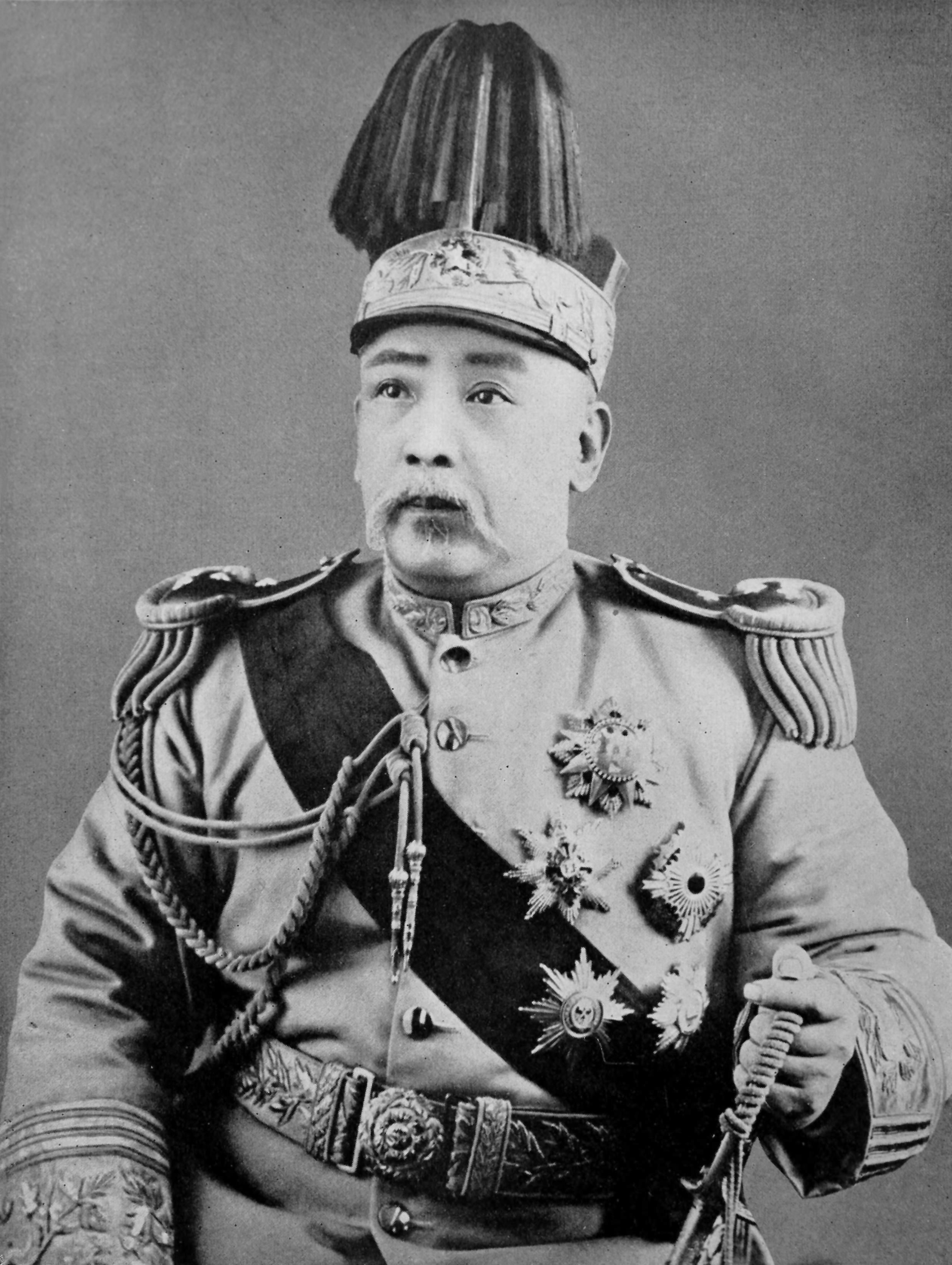
Yuan Shikai als Präsident der Republik China

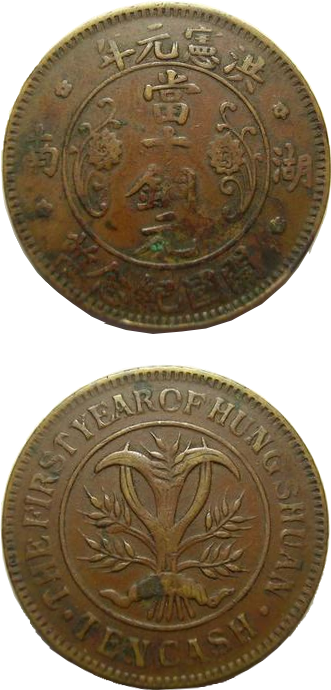
Zehn-Käsch-Münze, datiert mit Hongxian Jahr 1

Das Kaiserreich China von 1915–1916 (chinesisch 中华帝国 / 中華帝國, Zhōnghuá Dìguó) war ein kurzlebiger Versuch des Präsidenten und Militärmachthabers Yuan Shikai von Ende 1915 bis Anfang 1916, die Kaiserherrschaft in China wiederherzustellen und seine eigene Dynastie, die Hongxian-Dynastie, zu gründen. Obwohl der Versuch von Anfang an zum Scheitern verurteilt war, warf er die Republik China in ihrer Entwicklung um Jahre zurück und begünstigte den Zerfall des Landes in viele kleine Gebiete unter Kontrolle verschiedener Warlords.

## Vorbereitung der Gründung
Nachdem er am 10. März 1912 die Nachfolge von Sun Yat-sen als Präsident der Republik China angetreten hatte, begann Yuan Shikai, verschiedene Schritte zu unternehmen, um seine Machtposition zu sichern und die Opposition auszuschalten. Zu diesem Zwecke kooperierte er sowohl mit mehreren europäischen Großmächten als auch mit Japan. Ungefähr im August 1915 beauftragte er seinen Minister Yang Du damit, herauszufinden, ob unter den Regierungsbeamten eine Mehrheit für die Wiedererrichtung der Monarchie unter seiner Führung zu bekommen wäre. Nachdem ihm diese Mehrheit zugesichert worden war, setzte Yuan eine spezielle Versammlung ein, die ihn am 11. Dezember 1915 einstimmig zum Kaiser von China wählte. Offiziell lehnte Yuan die ihm angebotene Kaiserwürde ab, wurde jedoch noch am selben Tag „weich“, als die Versammlung ihn erneut bat, Kaiser zu werden. Am 12. Dezember rief er, unterstützt von seinem Sohn Yuan Keding, das Kaiserreich China aus und ernannte sich selbst zum Großen Kaiser von China (中華帝國大皇帝). Er gab sich selbst und seiner damit gegründeten Dynastie den Namen Hongxian (洪憲). Er empfing jedoch nicht die formalen Krönungsriten, da unter anderem eine seiner koreanischen Konkubinen die Kleideranproben sabotierte.
Bereits kurz nach seiner Thronbesteigung begann Yuan, Adelstitel an Freunde, Verwandte und solche Leute zu verteilen, die er damit für seine Sache zu gewinnen hoffte.
Der Clan der Aisin Gioro, welcher die Kaiser der vergangenen Qing-Dynastie gestellt hatte und immer noch in der Verbotenen Stadt lebte, erkannte Yuans Kaiserschaft offiziell an und bot sogar eine kaiserliche Vermählung einer Tochter Yuans mit dem ehemaligen, noch minderjährigen Kaiser Puyi an.

## Rückschläge und Ende
Yuan plante, mit dem Jahr 1916, welches Republik Jahr 5 (民國五年) gewesen wäre, eine neue Jahreszählweise einzuführen, und erklärte es deshalb zu Hongxian Jahr 1 (洪憲元年). Dabei stieß er jedoch nicht nur auf den Widerstand der republiktreuen Kräfte, sondern auch des Militärs. Das war an einer Instabilität der Regierung Yuans interessiert, da es fürchtete, bei einer Festigung seiner Macht könne Yuan auch ohne Hilfe des Militärs regieren und dessen Einfluss beschneiden.
Sein Rückhalt in der Bevölkerung war jedoch auch so nur sehr schwach, und so kam es bereits kurz nach seinem Machtantritt zu zahlreichen Rebellionen. Die erste brach in Yunnan aus, wo Gouverneur Cai E und General Tang Jiyao die Unabhängigkeit erklärten, gefolgt von Jiangxi unter Gouverneur Li Liejun. Die Aufständischen gründeten die Armee zum Schutz des Staates (護國軍,  Huguójun) und begannen bald darauf den Krieg zum Schutz des Staates. Im Zuge dieses Aufstands erklärten weitere Provinzen ihre Unabhängigkeit vom Kaiserreich. Yuan hatte es versäumt, den Generalen der Beiyang-Armee, aus deren Rängen er selbst stammte, ihren noch ausstehenden Sold zu zahlen, was dazu führte, dass sie nicht sonderlich aggressiv gegen die Aufständischen vorgingen. Trotz ihrer besseren Ausrüstung und Ausbildung erlitt die Armee sogar mehrere schwere Niederlagen, was Yuans Stellung weiter schwächte.
Als die in China vertretenen ausländischen Mächte sich der Schwäche und Unbeliebtheit Yuans bewusst wurden, entzogen sie ihm offiziell ihre Unterstützung, stellten sich jedoch auch nicht auf die Seite der Aufständischen. Das Kaiserreich Japan griff als einziges in die inneren Angelegenheiten des Reiches ein. Nach einer offenen Kriegsdrohung verpflichtete es sich, beim Sturz Yuans zu helfen, und erkannte den Konflikt zwischen Kaiserreich und Republikanern als einen rechtmäßigen Krieg an. Außerdem wurde es japanischen Bürgern erlaubt, auf Seiten der republikanischen Kräfte zu kämpfen. Dies, obwohl die Japaner einer Kaiserherrschaft eine höhere Chance einräumten, die chaotische Lage im Land zu normalisieren als einer Republik. Da sie jedoch eigene Interessen an China hatten, waren sie an einem innerlich zerstrittenen Land interessiert.
Aufgrund des starken Widerstands von innen und außen verschob Yuan seine offizielle Krönung immer wieder, um seine Feinde zu besänftigen. Am 1. März 1916 wurden die Vorbereitungen offiziell eingestellt. Am 17. März beriet Yuan sich erstmals mit Liang Shiyi darüber, die Monarchie wieder abzuschaffen, und gab ihre Auflösung am 22. März bekannt. Das Jahr Hongxian 1 wurde am 23. März beendet und der Republikanische Kalender wieder eingeführt. Alles in allem dauerte Yuans Herrschaft als Kaiser nur 83 Tage.
Mit seinem Tod am 6. Juni 1916 endete auch Yuans Präsidentschaft und der vormalige Vizepräsident Li Yuanhong übernahm sein Amt. Dieser berief den General der Beiyang-Armee, Duan Qirui, zu seinem Premierminister und führte die Nationalversammlung und provisorische Verfassung der Republik wieder ein. Als Folge der Aufstände während der kurzen Kaiserherrschaft hatte die Zentralregierung in Peking jedoch die Kontrolle über große Teile des Landes verloren und China glitt mehr und mehr in die als Warlord-Ära bekannt gewordene Zeit ab.

## Nationale Symbole
Obwohl der Name des Staates in chinesischer Sprache zu Kaiserreich China geändert wurde, beließ Yuan den englischen Namen bei Republik China.
Weiter setzte er ein Büro zur Festsetzung der Rituale (禮制館) ein, welches im Juni 1915 die neue Nationalhymne China steht heroisch im Universum (中華雄立宇宙間) veröffentlichte. Ihr Text wurde von Yin Chang (廕昌) und die Musik von Wang Lu (王露) geschrieben. Sie blieb während der gesamten Herrschaft Yuans die offizielle Hymne.
| Chinesischer Text                                                           | Englische Übersetzung | Deutsche Übersetzung |
| --------------------------------------------------------------------------- | --- | --- |
| 中華雄立宇宙間 廓八埏 華冑來從崑崙巔 江河浩盪山綿連 共和五族開堯天 億萬年。 | China heroically stands in the Universe, Extends to the Eight Corners, The glorious descendants from Kunlun Peak. The rivers turn greatly, the mountains continuous. Five nationalities open up the era of Yao, For millions of myriads of years. | China steht heroisch im Universum, Dehnt sich in alle acht Ecken aus, Die glorreichen Nachkommen von der Spitze des Kunlun. Die Flüsse sind lang, die Berge weitläufig. Fünf Völker beginnen die Ära des Yao, Für unzählige Millionen von Jahren. |

Yao war ein legendärer chinesischer Kaiser. Die Ära des Yao bedeutet in ihrer chinesischen Schreibweise (堯天舜日) „Zeit des Friedens und Reichtums“.
Die nationale Flagge wurde von der originalen fünfstreifigen Flagge in die oben gezeigte geändert. Das rote Kreuz symbolisierte die Herrschaft der Han über die vier Völker der Mandschu, Mongolen, Uiguren und Tibeter. Diese ergeben zusammen die fünf in der Nationalhymne genannten Völker. Beide gezeigte Flaggen hatten die gleiche Bedeutung, jedoch wurde die Version mit dem Andreaskreuz deutlich häufiger genutzt.